# Slavko Linić
 (mai 2023).
Si vous disposez d'ouvrages ou d'articles de référence ou si vous connaissez des sites web de qualité traitant du thème abordé ici, merci de compléter l'article en donnant les références utiles à sa vérifiabilité et en les liant à la section « Notes et références ».
Slavko Linić, né le 19 septembre 1949 à Grobnik, alors en Yougoslavie, est un homme politique croate membre du Parti social-démocrate de Croatie (SDP). Il est ministre des Finances du 23 décembre 2011 au 6 mai 2014.

## Biographie

### Engagement politique
En 1990, il rejoint le SDP et devient maire de Rijeka, au nord de la Croatie. Il démissionne le 27 janvier 2000, lorsqu'il est nommé Vice-Premier ministre dans le gouvernement de coalition du social-démocrate Ivica Račan.
Il est élu député à la Diète en 2003 et prend la présidence de la commission de l'Environnement. À la suite des élections de 2007, il est porté à la direction de la commission des Transports.
Le 23 décembre 2011 il est nommé ministre des Finances dans le gouvernement de coalition du social-démocrate Zoran Milanović. Le 6 mai 2014, mis en cause dans une affaire de corruption, il est démis de ses fonctions par le Premier ministre. Le chef du gouvernement choisit le vice-ministre des Finances Boris Lavolac pour lui succéder.